# Templáři na Moravě
Templáři na Moravě je romantická opera o třech jednáních českého skladatele Karla Šebora z roku 1865 na libreto Karla Sabiny. Premiéru měla v pražském Prozatímním divadle dne 19. října 1865 jako první skutečná česká operní novinka.

## Vznik díla
Prozatímní divadlo po svém založení roku 1862 hledalo novou českou operu; z děl českých skladatelů byl nejprve uveden jen Skuherského Vladimír, bohův zvolenec napsaný již dříve na původně německé libreto a Škroupův starší Dráteník, považovaný však již spíše za vaudeville než operu.
V té době byl mladý (*1843) skladatel Karel Šebor již v Praze znám jako absolvent Pražské konzervatoře a svými instrumentálními skladbami, které došly provedení na koncertech konzervatoře. Již tehdy byl pokládán za zázračné dítě. V letech 1863–1865 byl kapelníkem v Erfurtu, v té době složil svou operu Templáři na Moravě na libreto Karla Sabiny. Navázal úzké kontakty s intendantem Prozatímního divadla Františkem Ladislavem Riegrem, kterému svou operu přehrál, a Rieger slíbil postarat se o její uvedení. Příležitostí byla změna ve vedení Prozatímního divadla, jehož novým ředitelem se v srpnu 1865 stal Franz Thomé. V této souvislosti odešel dosavadní kapelník frašky a sbormistr Adolf Čech do Olomouce a na jeho místo byl povolán Šebor. Templáři měli být původně uvedeni jako reprezentativní čin hned po nástupu nového vedení, kvůli určitým průtahům se však premiéra konala až 19. října 1865 jako součást oslav výročí Říjnového diplomu.
Šeborovo dílo tak dostalo přednost před dříve (roku 1863) nabídnutými Smetanovými Branibory v Čechách; ti byli uvedeni až o čtvrt roku měsíců později. List Politik komentuje: „Co se jiným skladatelům přes veškerou snahu a usilování o protekci nepodařilo, obdržel pan Šebor v krátké lhůtě díky činorodé vůli ředitelství.“
Premiéra Šeborovy opery byla předem označena za „pro naše vlastenecké umění zvlášť památný den“; hlediště slavnostně osvětleného divadla bylo nezvykle plně obsazeno včetně lóží. Kritika konstatovala s podivením, že dílo nedirigoval autor, ač byl rovněž kapelníkem divadla, ale první kapelník Jan Nepomuk Maýr. V každém případě měla opera „nanejvýš příznivý, ba skvělý úspěch“. Již efektní předehra byla přivítána jásotem a skladatel byl spolu se sólisty i bez nich vyvoláván nejen po každém dějství, ale i v průběhu představení, totiž ve II. dějství po scéně templářského rituálu.
Kritika opeře ale vytýkala nejen chabé, nedůsledné a nemotivované efekty kupící libreto (templáři z titulu díla nemají žádnou dramatickou roli, nezasahují do děje), ale také řadu hudebních problémů zejména ve vedení zpěvních hlasů, prozodii, hudební charakterizaci, příliš hutnou instrumentaci „bezpřetrženě zakrývající zpěvy co plášť těsný“. Střídání efektních scén a pokus o zachycení individuálního konfliktu na společenském pozadí prozrazují zejména vlivy francouzské velké opery, tehdy ještě považované za poměrně moderní, ale kritika nalézala i ozvuky „nejnovějšího novoněmeckého směru“, tj. wagnerismu. Ostatně z hlediska dobové diskuse o wagnerovském hudebním dramatu přistupovala dobová kritika k Šeborově opeře z obou stran: jednou vytýkala přílišné tíhnutí k ryze hudebně založeným, „školským“ formám na úkor celkové dramatické koncepce, jindy naopak vytýkala nedostatek formy a doporučovala důkladné studium zejména kontrapunktu. Přesto se kritika shodovala na tom, že „opera přes mnoho námitek proti textu i zhudebnění obsahuje vynikající krásy“ a že je důkazem znamenitého nadání mladého skladatele i příslib do budoucna.
První nastudování Templářů nebylo dokonalé: líbily se četné nové dekorace a pochválen byl výkon orchestru a zejména sboru, z obtížných pěveckých partií, při jejichž psaní skladatel nemyslil na omezené síly Prozatímního divadla, získala zvláštní chválu Eleonora z Ehrenbergů za roli Anežky.

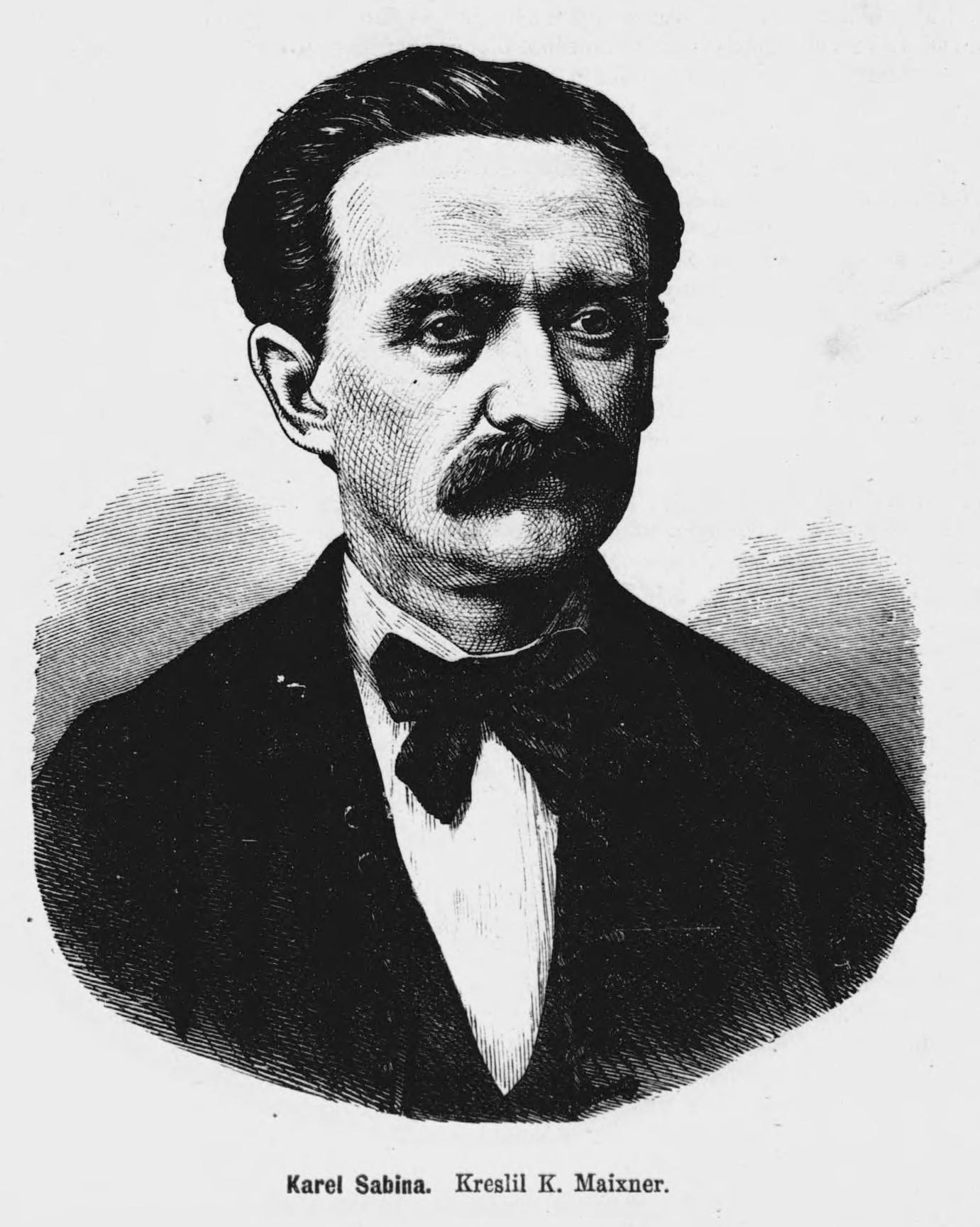
Libretista Karel Sabina. Kresba K. Maisnera (1871).

Templáři byli hráni i za kapelnického působení Bedřicha Smetany. Představení 18. ledna zhlédl polský skladatel Stanisław Moniuszko, který však dával přednost Prodané nevěstě. 17. září téhož roku bylo druhý akt dáván při slavnostním představení na počest 50. výročí nalezení Rukopisu královédvorského. Přes počáteční úspěch byli Templáři na Moravě v důsledku finančních neshod mezi autorem a divadlem po sedmé repríze staženi. Znovu je provedlo až Divadlo Josefa Kajetána Tyla v Plzni roku 1981 na Smetanově festivalu v Plzni a na Mladé Smetanově Litomyšli; opera se ukázala překvapivě svěží a divadelně účinná.
Templáři na Moravě – stejně jako Smetanovi Braniboři v Čechách – odpovídali dobovému ideálu národní vážné zpěvohry, s historickou látkou z národních dějin, a současně jsou obě příkladem recepce velké opery, ve třetí čtvrtině 19. století dominantního a nejprestižnějšího operního žánru, v českém prostředí.

## Osoby a první obsazení
| osoba                                                | hlasový obor       | premiéra (19. 10. 1865)        |
| ---------------------------------------------------- | ------------------ | ------------------------------ |
| Králová                                              | soprán             | Jandová                        |
| Anežka z Vartenberka                                 | koloraturní soprán | Eleonora z Ehrenbergů          |
| Mojmíra                                              | dramatický soprán  | Marie Macháčková(-Šulcová)     |
| Vracen z Pernštýna                                   | tenor              | Josef Reichel                  |
| Vraník z Obřan                                       | baryton            | Josef Lev                      |
| Bedřich z Cimburka, komtur                           | bas                | Josef Paleček                  |
| Petr z Říčan                                         | tenor              | Josef Kysela                   |
| Abatyše                                              | alt                | Josefina (Schmidt-)Procházková |
| 1. jeptiška (fortnýřka)                              | soprán             | Marie Písařovicová             |
| 2. jeptiška (fortnýřka)                              | soprán             | Hegratová                      |
| Templáři, rytíři, dvorní dámy, pážata, jeptišky, lid |                    |                                |

## Děj opery
Děj se odehrává ve 13. století.

### 1. dějství
(„Širá prostora“ — hodovní síň) U stolů se baví rytířstvo a mimo jiné také rytíři řádu templářů. Jejich komtur Bedřich z Cimburka připíjí na slávu české koruny, rytíř Vracen zase na templářský řád, který bohdá dobude Palestinu „a kříž se zaskví na všech minaretech“. Vedle toho však Vracen opěvuje lásku; ani na vyzvání ostatních není ochoten prozradit, kdo je jeho vyvolená, zato ale hodí rukavici komukoli, kdo by ji neuznal „za první hvězdu na nebi“.
Přichází královna se svými družkami, mezi jinými Mojmírou a Anežkou z Vartenberka. Celá její družina chválí Vracenovu rytířskost, jen Mojmíra (které Vracenovo horování patří) mlčí a rdí se. Tím si vyslouží jízlivé poznámky Anežky, které rozzlobí Vracena natolik, že Anežku urazí. Anežčin ctitel Vraník se staví na její obranu a zvedne Vracenovu rukavici. Královna souboj zakáže, ujistí však Anežku o své přízni a Vracena vykáže od dvora. Anežka si sama v árii (O rány té, již srdce mé se dožilo!... O lásko, lásko, tajemné bludiště!) přiznává, že tajně milovala Vracena a že ji nyní mučí žárlivost. Vraník se Anežce nabízí k službám: hodlá pronásledovat Vracena a uprchlou Mojmíru a pomstít Anežčinu pohanu (duet V slunci lásky jsem se zhlížel... Zprávu ti přináším). Anežka mu vágně slibuje svou přízeň.

### 2. dějství
(Templářská síň) Komtur Bedřich z Cimburka vede poradu řádu templářů. Petr z Říčan ohlašuje nového adepta na členství v řádu: je to Vracen, který vypráví svůj příběh (balada Jsa z Prahy vypuzen). Prchal s Mojmírou, byli však přepadeni ozbrojenými muži; on se stihl zachránit, Mojmíra je však zřejmě mrtva. Proto mu není zatěžko zavázat se k celibátu a odevzdat veškeré své statky řádu. Jelikož Vracen je bohatým příslušníkem rodu pánů z Pernštýna, templáři radostně přisvědčí jeho okamžitému vstupu do jejich řad. Proběhne okázalá ceremonie s pochodem templářů a odhalením sochy Bafometa.
(Proměna — Předsíň v ženském klášteře) Dvě modlící se jeptišky — fortnýřky jsou vyburcovány ženou bušící na dveře. Je to Mojmíra, která prchá před pronásledovateli v čele s Vraníkem. Jeptišky se ji snaží ochránit, Vraník však trvá na tom, že ji jako světskou ženu odvede. Zoufalá Mojmíra svolí stát se jeptiškou a matka představená ji rychle prohlásí za členku řádu. Vraník odchází s nepořízenou a ženy vzdávají díky Bohu (sbor Buď bohu chvála, bouře odvála).

### 3. dějství
(Na Pražském hradě) Rytíři zpívají o své ochotě bojovat za vlast (sbor Válka bude-li zemí zas skládati hroznou peruť svou). To se může stát skutečností. Vraník přináší zprávy z Moravy: Vracenův bratr Burian neuznal jeho dar a hodlá s templáři o pernštýnské majetky bojovat. Templáři navíc Vracenovi poté, co se dozvěděl o tom, že Mojmíra je naživu, umožnili odejít a Mojmíru z kláštera unést. Královna je dvojím porušením slibu kanonické čistoty pobouřena a nařizuje Vraníkovi oba provinilce vyhledat a předvést.
(Proměna - Venkovská krajina) Mojmíra opěvuje krajinu (Jaký to rozhled přemilostný), v duetu s Vracenem (Mojmíro, můj anděli) však dává průchod svým pochybám o bezpečí. Objevuje se Petr z Říčan a varuje je. Vracen musí s ním uprchnout za hranice, Mojmíra nechť se prozatím ukrývá na místě (tercet Když nelze jinač ujíti). Poté však přijdou Vraník s družinou v převlečení za poutníky a přesvědčí Mojmíru, že je vyslán templáři a že ji má bezpečně odvést do Prahy (sbor poutníků Přes hory doly).
(Proměna — Praha, královská zahrada) Královna v rozhovoru s Anežkou uhádne, jaké protikladné city k Vracenovi chová. Vraník předvádí před královnu Mojmíru, když se vřítí Vracen, který se o lsti dozvěděl. V souboji s Vraníkem však padne. Vraník očekává odměnu, Anežka jej ale odmítá a i královna se domnívá, že překročil své pravomoci a zasluhuje vypovězení. Zatímco Vraník si odchází stěžovat králi, Mojmíra se usmiřuje s Anežkou a obě se vrátí do kláštera (A ty nešťastná, se mnou pojď).
Přicházejí templáři: litují sice smrti Vracena a odnášejí jeho tělo, jsou však současně spokojeni s tím, že král potvrdil jejich pozemkovou držbu. Odcházejí s triumfálním sborem  Před naší zbraní slunce se sklání.

## Nahrávky
Plzeňský rozhlas pořídil roku 1982 nahrávku výběru scén z opery, dosud nevydanou. Dvojzpěv Anežky a Vraníka z 1. jednání „V slunci lásky jsem se zhlížel... Zprávu ti přináším“ zpívají Lilka Ročáková a Ivan Kusnjer na CD „Rarity české opery“ (2011) (Supraphon, SU 4074-2 611).
Rakouský barytonista a aranžér Martino Hammerle-Bortolotti připravil notový materiál části zapomenuté opery Templáři na Moravě, který byl představen publiku v roce 2018 na koncertu v zámecké jízdárně ve Valticích.